# 空詠大智
空詠 大智（そらよみ だいち）は、日本の漫画家。男性。兵庫県出身。代表作に『競女!!!!!!!!』がある。

## 略歴
2006年、『ダロン』で第59回小学館新人コミック大賞佳作を受賞。その後、2011年に『クラブサンデー』（小学館）で『揉み払い師』の連載を開始し、連載デビューを果たす。
2013年、『週刊少年サンデー』にて『競女!!!!!!!!』を連載開始。2016年にアニメ化。2017年に完結した。2023年、『ドラドラしゃーぷ#』にて『幽活』を連載開始。

## 人物
漫画家を目指すにあたり、家を出て単身上京した過去を持つ。2011年、『クラブサンデー』での連載に先駆けて『週刊少年サンデー』に『揉み払い師』の読み切りが掲載されるにあたり、空詠の父親が自身のブログでそのことを明かし、ブログで使用された独特の顔文字と合わせて話題を呼んだ。

## 作品リスト
- 『揉み払い師』小学館〈少年サンデーコミックス〉全3巻（『クラブサンデー』2011年1月25日 - 12月27日）
- 『競女!!!!!!!!』[8]小学館〈少年サンデーコミックス〉全18巻（『週刊少年サンデー』2013年34号 - 2017年22・23合併号）
- 『幽活』KADOKAWA〈ドラゴンコミックスエイジ〉全3巻（『ドラドラしゃーぷ#』2023年1月27日 - 12月29日）
- 『ミルク搾りハンターの異世記界搾乳記〜農家の冴えない男があらゆる種族の地区Bを弄び虜にする〜』KADOKAWA〈ドラゴンコミックスエイジ〉既刊2巻（『ドラドラしゃーぷ#』2024年8月31日 - 連載中）